# Orazio Lupis (militare)
Orazio Lupis (Grotteria, 23 maggio 1892 – Roma, 10 febbraio 1962) è stato un generale italiano, distintosi per meriti e responsabilità di comando in particolare durante la seconda guerra mondiale.

## Biografia
Nacque da nobile famiglia calabrese il 23 maggio 1892, dal marchese Giovanni e da Donna Dorotea Palermo di Santa Margherita. Nel 1924 sposò a Reggio Calabria Donna Giulia Cipriani dalla quale ebbe l'unico figlio, Giovanni.

Fu al comando del Reggimento nella zona di Pontecagnano dal 1943 al 1945, dove ebbe la responsabilità dell'armata italiana nelle operazioni di sbarco degli alleati statunitensi.
Per questo suo incarico il generale statunitense Mark Wayne Clark, che comandava il versante alleato dell'operazione, lo elogiò nelle sue memorie.

Orazio Lupis si ritirò dal servizio attivo con il grado di generale di brigata. Venne ferito nella prima guerra mondiale e decorato più volte con la Croce al merito di guerra (2 volte), la Croce al Merito di Lungo Comando, la Croce d'oro per 40 anni di anzianità di servizio e la Legion of Merit statunitense. Dal 1940 al 1942 comandò la Scuola militare di Roma, dal 1942 al 1945 il 113° Reggimento di fanteria "Mantova" e fu Capo divisione al Ministero della guerra dal 1940 al 1946.
Per i suoi meriti in servizio venne anche creato cavaliere dell'Ordine dei Santi Maurizio e Lazzaro e commendatore dell'Ordine della Corona d'Italia.
Morì a Roma il 10 febbraio 1962 e al suo funerale gli venne accordato il privilegio del picchetto d'onore.